# Jasikovac (Teočak)
Pour les articles homonymes, voir Jasikovac.
Jasikovac (en cyrillique : Јасиковац) est un village de Bosnie-Herzégovine. Il est situé dans la municipalité de Teočak, dans le canton de Tuzla et dans la fédération de Bosnie-et-Herzégovine. Selon les premiers résultats du recensement bosnien de 2013, il compte 945 habitants.
Avant la guerre de Bosnie-Herzégovine, le village faisait entièrement partie de la municipalité d'Ugljevik ; après la guerre, son territoire a été partiellement rattaché à la municipalité de Teočak nouvellement créée et intégrée à la Fédération de Bosnie-et-Herzégovine.

## Démographie

### Évolution historique de la population dans la localité
| 1948 | 1953 | 1961  | 1971  | 1981  | 1991  | 2013 |
| ---- | ---- | ----- | ----- | ----- | ----- | ---- |
| -    | -    | 1 416 | 1 575 | 1 545 | 1 118 | 945  |

|  |